# Vlast i politika
Vlast je državna organizacija koja donosi političke odluke kojima je cilj upravljanje nekom državom. Svaka zemlja ima svojstvenu vlast i politiku zato što one proizlaze iz jedinstvene povijesti i kulture svake pojedine zemlje. Unatoč tim razlikama, sustavi vlasti i sporna politička pitanja posvuda su vrlo slična jer je cilj voditi zemlju tako da bude u korist naroda.

## Vrste vladavina
Gotovo da ima toliko vladavina, koliko i zemalja na svijetu. Tri glavna oblika vladavine jesu republikanska, monarhijska i diktatorska, iako postoje i brojne varijacije. Anarhisti vjeruju da vlast nije potrebna.
- Republika

Većina zemalja u svijetu su republike, što znači da birači glasuju za čelnike svoje zemlje kao i za svoju vlast. Ovlasti predsjednika mogu biti takve da on ima stvarnu političku moć, kao u SAD-u, ili mogu biti simbolične, kao u Indiji.
- Monarhija

U monarhiji je poglavar kraljevske obitelji ujedno i poglavar države i nasljeđuje ga najbliži srodnik u nasljednom nizu. U većini monarhija, kao u Britaniji i Japanu, monarh ima vrlo male stvarne moći, no u zemljama poput Maroka, Saudijske Arabije ili Jordana, kralj je politički prilično moćan.
- Diktatura

Mnoge zemlje u svijetu imaju u svojoj povijesti periode kada su njima vladali diktatori, što znači vladari pojedinci s apsolutnom moći. Većina diktatora dolazi na vlast ili vojnim pučem ili svrgavanjem postojeće vlasti kao što je u Iraku učinio Saddam Husein 1979. godine. Diktatori u svojoj vladavini ne priznaju oporbu.

## Demokracija
U demokraciji birači glasuju za predstavnike vlasti iz redova političkih stranaka. Postoje dvije vrste demokracije: presjednička, kod koje birači biraju predsjednika koji potom vodi vladu i može birati premijera; parlamentarna, kod koje birači izravno biraju vlast po svom izboru.
- Predsjednička demokracija

Kao predsjednica Irske, Mary McAleese (r.1951) simbolični je čelnik zemlje. U Francuskoj i Rusiji predsjednik bira premijera.
- Parlamentarna demokracija

Parlamentarni sustav postoji i u monarhiji. Parlament se sastoji od političara iz različitih političkih stranaka. Birači po vlastitom izboru glasuju za stranku ili pojedinca, a vladu sastavlja najveća politička stranka u parlamentu. Vođa te stranke postaje čelnik vlade. Većina zemalja u svijetu su parlamentarne demokracije.

## Kako funkcionira vlast
Svaka zemlja ima svoj sustav vlasti koji se obično sastoji od četiri različita dijela. Izvršna vlada zemljom, zakonodavna donosi zakone, upravna služi provođenju tih zakona, a sudska osigurava primjenu zakona.
- Zakonodavna

Zakonodavna vlast je organ koji donosi zakone, a izvršna omogućava njihovo provođenje. Zakonodavnu vlast čine izabrani predstavnici, a često se sastoji od donjeg doma parlamenta, gdje se zakoni donose, te gornjeg doma koji nadgleda rad donjeg doma. Britanski gornji dom (House of Lords) jedinstven je jer su njegovi članovi uglavnom nasljedni, a ne izabrani.
- Upravna

Uloga upravne, ili javne službe je administrativno vođenje zemlje. Nakon što izvršna vlast predloži zakon, a zakonodavna ga prihvati, upravna vlast ga provodi. Državni službenici nisu politički vezani i rade za one koji su na vlasti. To mogu biti poslovi lokalnog značaja, primjerice ulična rasvjeta, do onih od nacionalnog interesa, primjerice obrana.
- Sudska

Sudska vlast vodi računa u pravičnom provođenju zakona. Sudci donose presude u pojedinačnim slučajevima, a ujedno provjeravaju provođenje zakona ili predlažu promjene zakona radi njegova poboljšanja. Sudska vlast je nezavisna od izvršne i zakonodavne vlasti da bi mogla biti neutralna.
- Izvršna

Uloga izvršne vlasti je upravljanje zemljom. U parlamentarnoj demokraciji izvršna vlast se sastoji od ministara i premijera koji su članovi parlamenta. U SAD-u državnog tajnika bira predsjednik, i on je član Kongresa.

## Izbori
U višestranačkim demokracijama svake tri ili četiri godina birači izlaze na izbore da bi izabrali svoju vlast i pritom s liste kandidata biraju političare koji će ih predstavljati. Izbori pružaju mogućnost političarima da predstave svoje ideje za vladanje zemljom, a izbornom tijelu da raspravi i razmotri važne teme te ih prenese zastupnicima. Nekad su izbori bili lokalan, osoban posao u kojem su se kandidati za neku dužnost pokušavali osobno sresti s biračima. Danas se veći dio izbornog postupka obavlja putem oglašavanja i televizije.

### Glasovanje
Birači za svog odabranog kandidata glasuju tajno zaokružujući njegovo ime na glasačkom listiću. Glasački listići se pritom prebrojavaju, a izabran je pobjednički kandidat. U mnogim zemljama birači rangiraju kandidate prema svojim sklonostima. Propocionalni izborni sustav osigurava da izabrani budu kandidati s najviše poklonika.

### Političke stranke
Političke stranke osnivaju se radi predstavljanja određenih političkih uvjerenja, primjerice Socijalistička stranka   u Francuskoj ili Kršćansko-demokratska stranka u Njemačkoj, ili da se predstavljaju određena područja u nekoj zemlji, primjerice Škotski nacionalisti koji žele da se Škotska osamostali od Britanije. Političke stranke su aktivne na lokalnim i nacionalnim razinama kako bi privoljele svoje pristalice da glasuju i pridobile nove birače za svoju stvar.

### Političari
Ljudi postaju političari iz različitih razloga. Neki ljudi izlaze na izbore zato što vjeruju u bavljenje javnim poslovima ili zato što imaju određene sposobnosti koje bi mogle koristiti vlasti. Drugi izlaze na izbore da bi predstavili određeni politički svjetonazor. U SAD-u troškovi kampanje ograničavaju kandidate na one koji imaju novaca.

### Politika
Politika je organizirano vođenje političkih rasprava i sporova u nekoj zemlji. Sporovi se mogu riješavati formalno na zasjedanjima parlamenta, ili neformalno. Može se raspravljati o svim temama kao što je ekonomija ili međunarodni odnosi, do lokalnih tema kao što je smještaj nove ceste.

## Javni pritisak
U politici mogu sudjelovati svi, od profesionalnih političara do pojedinaca koji su zabrinuti zbog neke teme ili događaja. Osim na izborima, pojedinci mogu izvršiti pritisak na vlast, bilo sudjelujući u javnim prosvjedima, kao što su štrajkovi i demostracije, ili pristupajući skupinama za pritisak koje se okupljaju u kampanjama zbog određenog problema, primjerice zaštite okoliša ili građanskih sloboda.
- Protestne skupine

Kako bi se iznudilo da neka tema postane dostupna javnosti, ponekad je potrebno poduzeti direktnu akciju. Nedavno su protestne skupine postigle uspjeh protiv odlaganja nuklearnog oružja i protiv predložene gradnje novih cesta.
- Skupine za pritisak

Skupine za pritisak igraju vrlo važnu ulogu u fokusiranju pažnje na teme koje zabrinjavaju javnost. Skupine za pritisak koje se bave okolišem, primjerice Greenpeace, podižu svijest javnosti o problamima onečišćenja ili uništavanja okoliša koje prelaze nacionalne granice.

## Politička uvjerenja
Različita politička uvjerenja igraju veliku ulogu u određivanju načina vladanja nekom zemljom. Lijevo orijentirane ideologije, primjerice socijalizam i komunizam, prednost daju velikoj ulozi države, dok desno orijentirane ideologije, kao kapitalizam, prednost daju djelovanju pojedinca i odgovornosti građana.
- Kapitalizam

Kapitalizam je ideologija koja se zasniva na ideji privatnog vlasništva. Prvenstvena uloga države je zaštita privatnog vlasništva građana. Blizina prakticirane državne politike kapitalizmu može se mjeriti kroz ekonomske slobode. Veće ekonomske slobode znače i veću bliskost kapitalizmu. Primjeri takvih država su Švicarska, Hong Kong, Singapur, Novi Zeland, Australija.
- Socijalizam

Socijalizam je sustav u kojemu država, uz uvjetnu zaštitu privatnog vlasništva provodi i politiku socijalne zaštite kroz redistribuciju bogatstva. Gotovo sve zapadne demokracije prakticiraju socijalizam u nekoj mjeri.
- Fašizam

Fašizam je sustav vlasti u kojem totalni autoritet pripada vođi zemlje i koji provodi nacionalističku i militarističku politiku. Fašizam slavi državu radi ostvarivanja jakog nacionalnog vodstva.
- Komunizam

Komunizam je sustav u kojemu su zemlja i imovina u vlasništvu cijele zajednice i svaka osoba ima primanja prema svojim potrebama i sposobnostima. Kina i Sjeverna Koreja su primjeri komunističkih zemalja.

## Machiavelli
Niccolò Machiavelli (1469-1527) bio je državni službenik Republike Firence u Italiji. Bio je realist koji je promatrao politički kaos svog vremena i tjerao vlasti da provode praktičnu i realističnu politiku, a ne da slijede suhoparne političke ideale. U svojoj knjizi Vladar (1532), govori o politici kao umijeću mogućega i ističe ono što vlast može učiniti, a ne ono što bi mogla učiniti.